# ESIDEC
L'ESIDEC (École supérieure internationale de commerce) était l'établissement d'enseignement supérieur de la Chambre de commerce et d'industrie de la Moselle et est implanté sur le Technopôle de Metz.

## Description
L'école enseignait la logistique depuis 1982, le marketing industriel depuis 1988 et les achats depuis 1992.
D'octobre 1988 à août 2010, elle a été installée dans les locaux du CMEGE (Centre Messin d'Enseignement de la Gestion) qu'elle partageait avec l'ESM -IAE de l'Université Paul Verlaine de Metz.
Fin 2004, le renouvellement des administrateurs de la CCI de la Moselle a profondément modifié ses priorités en matière d'enseignement supérieur si bien qu'à partir de l'été 2005, la CCI de la Moselle a confié la gestion de l'ESIDEC à l'ICN (Institut Commercial de Nancy). La convention correspondante a été rompue en 2010 mais l'ICN a poursuivi pour partie les enseignements de l'ESIDEC dans les domaines de la logistique et des achats. Elle les a regroupés dans une option de son master.
À partir de septembre 2010 et à la suite d'une convention entre la CCI de la Moselle et l'ENIM (École Nationale d'Ingénieur de Metz), l'ESIDEC a, en théorie, rejoint l'ENIM mais cet accord n'a conduit ni à la poursuite des formations de l'ESIDEC, ni à leur incorporation dans les enseignements de l'ENIM.
En conséquence, les activités de l'ESIDEC ont totalement cessé.